# Diagramme de cycle
Le diagramme de cycle, ou simogramme, est une planification industrielle définissant graphiquement l'activité lors de travaux répétitifs. Il est typiquement employé pour planifier les tâches de ressources (robots industriels, opérateurs, etc.) en grande et moyenne série. 
Chaque ressource réalise continuellement les mêmes tâches. Lorsque la dernière tâche est achevée, la ressource exécute à nouveau la première tâche. Cette succession est appelée cycle. 
Les ressources, en collaborant, décrivent implicitement de nouveaux cycles.
Un diagramme est donc constitué de cycles enchevêtrés. La durée du cycle le plus long est appelée temps de cycle. Elle correspond généralement à la durée nécessaire pour produire ou assembler une pièce.

## Types de tâches
Afin de représenter l'interaction homme/machine, on distingue traditionnellement de manière graphique  les tâches suivantes :
- Les Temps Manuels (Tm), pour les tâches réalisées par un opérateur uniquement.
- Les Temps Technologiques (Tt), pour les tâches réalisées par une machine seule.
- Les Temps Techno-manuels (Ttm), pour les tâches réalisées par un opérateur et une machine simultanément.
- Les Temps Manuels ou Techno-manuels fréquentiels (Tmf ou Ttmf), pour les tâches qui ne sont pas réalisées à chaque cycle, mais à une certaine fréquence.

## Usage
Comme les planifications classiques de type Gantt et PERT, il permet d’ajuster la capacité industrielle (les ressources, robots, opérateurs, etc.) en fonction de la cadence de production souhaitée, de prévoir ou de vérifier le temps de cycle. Lors de l’étude d’un processus industriel, il est donc nécessaire de réaliser des diagrammes de cycles.
Ils permettent dans l'industrie manufacturière :
- de déduire le temps de cycle de celle-ci en régime stabilisé
- d'ajuster la capacité industrielle à la cadence de production souhaitée
- de vérifier ultérieurement que les installations réelles correspondent aux prévisions

Cette représentation est devenue un support universel pour tous les intervenants industriels tels que les fournisseurs de machines, la maintenance, les automaticiens ou les mécaniciens.

## Méthodes de réalisation
La différence entre un diagramme et une planification correspond à celle qui existe entre un orgue de Barbarie, et une boite à musique :
- le premier exploite une carte perforée avec un début et une fin (= planification classique)
- la seconde exploite un tambour donnant l’illusion d’une mélodie sans fin (=diagramme de cycle).

Bien qu'il soit dessiné sur des surfaces planes (papiers ou écrans), il faut donc l'imaginer avec une forme cylindrique et sans origine temporelle. La longueur de chaque barre de tâche étant assimilable à la durée de la tâche, le périmètre du cylindre correspond au temps de cycle.
Élaborer un diagramme peut rapidement devenir fastidieux et complexe. En effet, chaque ressource effectue un cycle et les ressources en collaborant entre elles décrivent implicitement de nouveaux cycles. Or, pour chaque nouveau lien d'antériorité créé entre deux tâches on assiste à une explosion combinatoire du nombre de cycles induits. Plus la cadence de production est faible, plus le temps de cycle est long, plus il y a de tâches et de liens, plus l’enchevêtrement des cycles est complexe.
Afin de limiter les risques commerciaux, l’industrie de la grande et moyenne série utilise des ressources de plus en plus polyvalentes. Ainsi, l'industrie automobile a progressivement remplacé les lignes transferts par des ilots constitués de robots, d'opérateurs ou de machines à commande numérique. Cette polyvalence induit une multiplication des tâches réalisées par chaque ressource. La prévision et la définition des temps de cycle deviennent donc de plus en plus complexes.
En résumé, les diagrammes de cycle sont très fréquemment réalisés à la main, induisant d'importants risques d'erreur.
Quelques possibilités existent qui permettent de créer ces diagrammes de manière numérique, le plus souvent avec des logiciels inadaptés tels que des tableurs ou des logiciels de planification classique, mais plus rarement avec des logiciels spécialisés.